# Sci Fi (српски ТВ канал)
 (транскр.  Сај-Фај) је српски претплатнички телевизијски канал који је покренут 1. октобра 2009. године, који се фокусира на научно-фантастичне, фантастичне и хорор серије и филмове.